# Списак врховних вођа Северне Кореје
Врховни вођа Северне Кореје је незванична титула за шефа државе. Она обухвата званичне титуле попут врховног команданта Корејске народне армије, председника Националног комитета одбране Демократске Народне Републике Кореје, генералног секретара Радничке партије Кореје као и различите политичке функције које немају јасно дефинисан континуитет у контексту наслеђивања титула. Након смрти, сваки вођа се проглашава вечним носиоцем одређене функције. Та титула се од тог тренутка гаси, док се за наследника формирају нове политичке функције.

## Врховнe вође Северне Кореје
Генерације вођства
      Прва генерација
      Друга Генерација
      Трећа генерација
| 1 |                                                         | Ким Ил Сунг 김일성 (1912–1994) |                                         |                                                         |                         |
| 1 | Врховни командант Корејске народне армије               | Ким Ил Сунг 김일성 (1912–1994) | 8. фебруар 1948. – 24. децембар 1991.   | 9. септембар 1948. ↓ 8. јул 1994. (45 година, 302 дана) | Радничка партија Кореје |
| 1 | Премијер ДНР Кореје                                     | Ким Ил Сунг 김일성 (1912–1994) | 9. септембар 1948. – 28. децембар 1972. | 9. септембар 1948. ↓ 8. јул 1994. (45 година, 302 дана) | Радничка партија Кореје |
| 1 | Председник Централног комитета Радничке партије         | Ким Ил Сунг 김일성 (1912–1994) | 30. април 1949. – 11. октобар 1966.     | 9. септембар 1948. ↓ 8. јул 1994. (45 година, 302 дана) | Радничка партија Кореје |
| 1 | Председник Централне војне комисије Радничке партије    | Ким Ил Сунг 김일성 (1912–1994) | 1950. – 8. јул 1994.                    | 9. септембар 1948. ↓ 8. јул 1994. (45 година, 302 дана) | Радничка партија Кореје |
| 1 | Генерални секретар Централног комитета Радничке партије | Ким Ил Сунг 김일성 (1912–1994) | 11. октобар 1966. – 8. јул 1994.        | 9. септембар 1948. ↓ 8. јул 1994. (45 година, 302 дана) | Радничка партија Кореје |
| 1 | Председник ДНР Кореје                                   | Ким Ил Сунг 김일성 (1912–1994) | 28. децембар 1972. – 8. јул 1994.       | 9. септембар 1948. ↓ 8. јул 1994. (45 година, 302 дана) | Радничка партија Кореје |
| 1 | Председник Националне комисије одбране ДНР Кореје       | Ким Ил Сунг 김일성 (1912–1994) | 28. децембар 1972. – 9. април 1993.     | 9. септембар 1948. ↓ 8. јул 1994. (45 година, 302 дана) | Радничка партија Кореје |
| 1 | Вечни председник ДНР Кореје                             | Ким Ил Сунг 김일성 (1912–1994) | 5. септембар 1998. – данас              | 9. септембар 1948. ↓ 8. јул 1994. (45 година, 302 дана) | Радничка партија Кореје |
| 2 |                                                         | Ким Џонг Ил 김정일 (1942–2011) |                                         |                                                         |                         |
| 2 | Врховни командант Корејске народне армије               | Ким Џонг Ил 김정일 (1942–2011) | 24. децембар 1994. – 17. децембар 2011. | 8. јул 1994. ↓ 17. децембар 2011. (17 година, 162 дана) | Радничка партија Кореје |
| 2 | Председник Националне комисије одбране ДНР Кореје       | Ким Џонг Ил 김정일 (1942–2011) | 9. април 1993. – 17. децембар 2011.     | 8. јул 1994. ↓ 17. децембар 2011. (17 година, 162 дана) | Радничка партија Кореје |
| 2 | Генерални секретар Радничке партије                     | Ким Џонг Ил 김정일 (1942–2011) | 8. октобар 1997. – 17. децембар 2011.   | 8. јул 1994. ↓ 17. децембар 2011. (17 година, 162 дана) | Радничка партија Кореје |
| 2 | Председник Централне војне комисије Радничке партије    | Ким Џонг Ил 김정일 (1942–2011) | 8. октобар 1997. – 17. децембар 2011.   | 8. јул 1994. ↓ 17. децембар 2011. (17 година, 162 дана) | Радничка партија Кореје |
| 2 | Вечни генерални секретар Радничке партије               | Ким Џонг Ил 김정일 (1942–2011) | 11. април 2012. – данас                 | 8. јул 1994. ↓ 17. децембар 2011. (17 година, 162 дана) | Радничка партија Кореје |
| 2 | Вечни председник Националне комисије одбране ДНР Кореје | Ким Џонг Ил 김정일 (1942–2011) | 13. април 2012. – данас                 | 8. јул 1994. ↓ 17. децембар 2011. (17 година, 162 дана) | Радничка партија Кореје |
| 3 |                                                         | Ким Џонг Ун 김정은 (1983–)     |                                         |                                                         |                         |
| 3 | Врховни командант Корејске народне армије               | Ким Џонг Ун 김정은 (1983–)     | 30. децембар 2011. – данас              | 17. децембар 2011. ↓ данас (13 година, 126 дана)        | Радничка партија Кореје |
| 3 | Први секретар Радничке партије                          | Ким Џонг Ун 김정은 (1983–)     | 11. април 2012. – 9. мај 2016.          | 17. децембар 2011. ↓ данас (13 година, 126 дана)        | Радничка партија Кореје |
| 3 | Председник Централне војне комисије Радничке партије    | Ким Џонг Ун 김정은 (1983–)     | 11. април 2012. – данас                 | 17. децембар 2011. ↓ данас (13 година, 126 дана)        | Радничка партија Кореје |
| 3 | Први председник Националне комисије одбране ДНР Кореје  | Ким Џонг Ун 김정은 (1983–)     | 13. април 2012. – 29. јун 2016.         | 17. децембар 2011. ↓ данас (13 година, 126 дана)        | Радничка партија Кореје |
| 3 | Председник секретар Радничке партије                    | Ким Џонг Ун 김정은 (1983–)     | 9. мај 2016. – данас                    | 17. децембар 2011. ↓ данас (13 година, 126 дана)        | Радничка партија Кореје |
| 3 | Председник Комисије за државне послове                  | Ким Џонг Ун 김정은 (1983–)     | 29. април 2016. – данас                 | 17. децембар 2011. ↓ данас (13 година, 126 дана)        | Радничка партија Кореје |
| 3 | Врховни представник корејског народа                    | Ким Џонг Ун 김정은 (1983–)     | април 2019. – данас                     | 17. децембар 2011. ↓ данас (13 година, 126 дана)        | Радничка партија Кореје |